# Слобозија (Станишешти)
Слобозија (рум. Slobozia) насеље је у Румунији у округу Бакау у општини Станишешти. Oпштина се налази на надморској висини од 261 m.

## Становништво
Према подацима из 2002. године у насељу је живело 1742 становника, од којих су сви румунске националности.